# CHARMM
CHARMM（チャーム、Chemistry at Harvard Macromolecular Mechanics）は、多粒子系で広く応用されている分子動力学法のための力場の名称であり、それらと関連した分子動力学シミュレーションならびに解析パッケージの名称である。CHARMM開発プロジェクトにはマーティン・カープラスと彼のハーバード大学の研究グループと共に世界中の開発者のネットワークがCHARMMプログラムの開発およびメンテナンスに関わっている。このソフトウェアのライセンスは学術界で研究している人物およびグループに対して有償で提供されている。ソースコード (charmm) は学界 、政府関係、非営利の研究室には無償で提供されている。企業向けにはCHARMmと呼ばれる商用版がある。

## CHARMM力場
元々、CHARMM力場は生体分子の研究にフォーカスして開発された。ここでいう生体分子とは、ペプチド、タンパク質、補欠分子族、小分子配位子、核酸、脂質、および炭水化物などの溶液、結晶、そして膜状態にあるものをいう。
タンパク質のためのCHARMM力場には以下のものがある: 融合原子 (united-atom) CHARMM19、全原子 (all-atom) CHARMM22、その2面角ポテンシャル補正版CHARMM22/CMAP。CHARMM22タンパク質力場では、原子の部分電荷はモデル化合物と水との間の相互作用の量子化学的計算から導かれている。さらに、CHARMM22は明示的なTIP3P水模型（陽溶媒）についてパラメータ化されている。にもかかわらず、CHARMM22力場は陰溶媒を用いて頻繁に使用されている。2006年、CHARMM22/CMAPの特別版が陰溶媒GBSWを用いた矛盾のない使用のために再パラメータ化された。
DNA、RNA、脂質については、CHARMM27が使用される。一部の力場は組み合わせることができる。例えばタンパク質-DNA結合のシミュレーションのためにはCHARMM22とCHARMM27を組み合わせて使用する。加えて、NAD+、糖、フッ素化化合物等についてのパラメータもダウンロードできる。これらの力場のバージョン数はそれらが最初に現われたCHARMMのバージョンを示しているが、当然CHARMM実行プログラムの後続のバージョンと共に使用することができる。同様に、CHARMM力場群はそれらをサポートするその他の分子動力学プログラム内で使用することができる。
2009年、薬らしい（ドラッグライクな）分子のための一般力場（CGenFF）が発表された。CGenFFは、「多数の複素環骨格を含む生体分子ならびにドラッグライクな分子中の存在する幅広い化学基を扱う」。CGenFFは化学基のいかなる組合せも扱うことができるように設計されている。これは不可避的に特定の種類の分子を表現する際の精度の低下を伴う。開発者のMacKerellのウェブサイトにおいて、使用者が特化した力場が既に存在する分子（タンパク質、核酸等）についてCGenffパラメータを使わないよう繰り返し警告されている。
CHARMMは2つの手法を用いた分極可能力場も含む。1つは揺らぎ電荷（fluctuating charge、FQ）モデルに基づいている。このモデルは電荷平衡（Charge Equilibration、CHEQ）とも呼ばれる。もう1つはドルーデ殻（分散振動）モデルに基づいている。
これらの力場全てについてのパラメータは無償でMacKerellのウェブサイトからダウンロードできる。

## CHARMM分子動力学プログラム
CHARMMプログラムでは、幅広い分子シミュレーションの生成と解析が可能である。最も基本的な種類のシミュレーションは与えられた構造のエネルギー最小化と分子動力学トラジェクトリのプロダクションランである。
より高度な機能としては、コンフォメーションおよびパスサンプリング法、自由エネルギー摂動法（FEP）、擬調和エントロピーの見積もり、相関分析、QM/MM法がある。
CHARMMは最も古い分子動力学プログラムの一つである。CHARMMは数多くの機能を集積しており、それらの一部はわずかな違いがある複数のキーワード下で重複している。これは、世界中で多くのグループがCHARMMに関わっていることの不可避的な結果である。更新履歴とCHARMMのソースコードに主要な開発者らの名前と所属を見ることができる。ミシガン大学のチャールズ・L・ブルックス3世のグループの貢献が顕著である。
CHARMMは非常に多くの計算ツール群を提供している。例えば、コンフォメーションおよびパスサンプリング法、自由エネルギーの見積もり、分子エネルギーの最小化、動力学、分析テクニック、そして分子モデル構築などができるようになっている。
CHARMMプログラムはシリアル構成および並列構成ともに非常に多くのプラットホームに移植されている。開発者のマーティン・カープラスは、2013年ノーベル化学賞を受賞した。

## プログラムの歴史
1969年頃、小分子のためのポテンシャルエネルギー関数の開発に大きな関心が持たれていた。CHARMMはハーバード大学のマーティン・カープラスのグループに起源がある。カープラスと彼の当時の大学院生Bruce Gelinは任意のアミノ酸配列と一連の座標（例えばX線構造から）を扱うことができ、この情報を原子の位置の関数としての系のエネルギーを計算するために使うことを可能とするプログラムの開発の機が熟したと判断した。カープラスは
- ワイツマン科学研究所のSchneior Lifsonのグループ、特にハーバード大学にポスドクとして赴き、自身のconsistent force field（CFF）プログラムをもたらしたアリー・ウォーシェル
- コーネル大学のHarold Scheragaのグループ
- タンパク質についてのマイケル・レヴィットの先駆的なエネルギー計算

を含むCHARMMプログラムの開発における主要なアイデアの提供の重要性を認めている。
1980年代、最終的に論文が発表され、CHARMMが公開された。その時までにはGelinのプログラムは大幅に再構築されていた。発表のため、Bob BruccoleriはHARMM（HARvard Macromolecular Mechanics）という名称を思い付いたが、これは適切ではないように見えた。そこで、彼らは先頭に化学（Chemistry）のCを加えた。
2016年現在の最新版はc40b2（2015年）である。